# Abayameer
Het Abayameer (Amhaars: Abaya Hayk) is een meer in de regio Yedebub Biheroch Bihereseboch na Hizboch van zuidelijk Ethiopië, in het Ethiopische gedeelte van de Grote Slenk. 
Het meer wordt aan de noordzijde gevoed door de rivier de Bilate en de Gidabo. Het meer is aan de zuidkant gescheiden van het Chamomeer door een 3 tot 8 kilometer brede landengte, genaamd Tosa Sucha. In het Abayameer liggen een aantal eilandjes, waaronder Aruro, Gidicho, Welege, Galmaka, en Alkali. Het meer heeft een rode kleur vanwege de grote hoeveelheid hydroxide-ionen in het water.

## Geschiedenis
In 1896 werd het meer het "Margheritameer" genoemd, naar Margherita van Savoye door de Italiaanse ontdekkingsreiziger Vittorio Bottego die de regio als eerste ontdekte. Deze naam wordt nog steeds gebruikt in Italië.
Het methaanmeer Abaya Lacus op de Saturnusmaan Titan is vernoemd naar dit meer.
Abayameer · Abbemeer · Abijattameer · Afrerameer · Albertmeer · Assalmeer · Awasameer · Bamendjingmeer · Bangweulumeer · Baringomeer · Basakameer · Bittermeren · Cahora Bassa · Chamomeer · Delcommunemeer · Edwardmeer · Fitrimeer · Georgemeer · Guiersmeer · Hajkmeer · Kabambameer · Kabelemeer · Kabwemeer · Karibameer · Kisalemeer · Kitshomponshimeer · Kivumeer · Kokameer · Kyogameer · Lac Rose · Langanomeer · Mai-Ndombemeer · Manantalimeer · Malawimeer · Manyekemeer · Mofwelagune · Mwerumeer · Mweru-Wantipameer · Naivashameer · Nakurumeer · Nassermeer ·   Nyosmeer · Nzilomeer · Shalameer · Tanameer · Tanganyikameer · Tele-meer · Toshkameren · Tshangalelemeer · Tsjaadmeer · Tumbameer · Turkanameer · Upembameer · Victoriameer · Voltameer · Walilupemeer · Zimbambomeer · Ziwaymeer